# 大帕托姆河
大帕托姆河是俄羅斯的河流，屬於勒拿河的右支流，由伊爾庫茨克州負責管轄，河道全長460公里，流域面積約26,900平方公里，發源自帕托姆高原，河水主要來自融雪和雨水。